# 约瑟夫·布罗茨基
约瑟夫·亚历山德罗维奇·布罗茨基（俄語：Иосиф Александрович Бродский；1940年5月24日—1996年1月28日），蘇聯美籍猶太裔诗人、散文家。
布罗茨基1940年出生于列宁格勒（今聖彼得堡），曾多次入狱，1964年以“社会寄生虫”罪名被提起公诉，被判五年徒刑，流放北方。1972年，苏联当局告知他，“强烈建议”他离开苏联，将其驱逐出境。在威斯坦·休·奥登和其他支持者的帮助下定居美国。之后，他任教于曼荷莲学院以及耶鲁大学、哥伦比亚大学、剑桥大学和密歇根大学等学校。
布罗茨基读遍俄国名诗，继承了古典主义优秀传统，并深受西方现代主义诗歌的影响，成为“不断更新表现手法的高手”。
1987年，在他47岁时，布罗茨基因“作者包罗万象，充满清晰的思想和诗意的强度”，“出神入化”“韵律优美”，“如交响乐一般丰富”的诗篇和“为艺术英勇献身的精神”，荣获该年度诺贝尔文学奖，成为继加缪之后又一位年轻获奖者。1991年，他成为美国桂冠诗人（United States Poet Laureate）。
莫斯科国立大学的安德烈·兰金教授说：“布罗茨基是唯一一位作品已被视为经典的现代俄罗斯诗人... 布罗茨基的文学封圣是一个例外的现象。没有其他当代俄罗斯作家被尊为如此多篇回忆录作者的英雄，没有其他会议专门讨论它们 ”。

## 生平

### 早年
布罗茨基出生于列宁格勒的一个犹太人家庭，是一个著名的古代拉比家族肖尔（Schorr）的后代。他的直系男性祖先是约瑟夫·本·艾萨克·贝霍尔·肖尔。他的父亲亚历山大·布罗德斯基是苏联海军的专业摄影师，他的母亲玛丽亚·沃尔珀特·布罗德斯卡娅是一名专业口译员，他的工作经常帮助养家糊口。他们住在公共公寓里，处于贫困之中，因为犹太身份而被边缘化。他在婴儿时期，经历了列宁格勒围城战，侥幸活了下来。在那里，他和他的父母全都几乎死于饥饿，一个姑姑死于饥饿。但是这次围城战后来还是使他产生了各种健康问题。布罗茨基评论说，他的许多老师都是反犹太主义的，他从小就觉得自己像个持不同政见者。他指出：“早在在我上一年级的时候，就开始鄙视列宁，并不是因为他的政治哲学或实践......而是由于他无处不在的画像。”

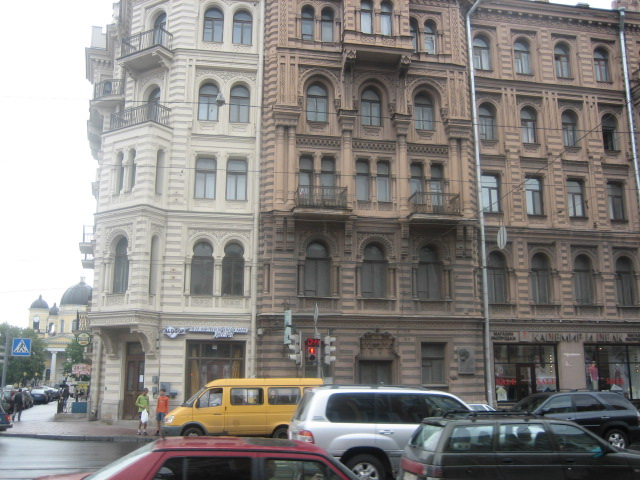
圣彼得堡穆鲁齐大楼。中间有布罗茨基纪念牌

上学时，布罗茨基是一个“不守规矩的孩子”，以在课堂上行为不端而闻名。十五岁时，布罗茨基退学，想进入潜艇学校，但没有成功。此后就浪迹社会，先做铣床操作员。 后来，他决定成为一名医生，在克雷斯蒂监狱的停尸房工作，切割和缝制尸体。 他以后又在医院、轮船锅炉房和地质勘探队担任过许多种工作。与此同时，布罗茨基从事自学计划。他学会了波兰语，这样他就可以翻译波兰诗人的作品，如切斯瓦夫·米沃什，以及英语，这样他就可以翻译约翰·多恩。在此过程中，他对古典哲学、宗教、神话，以及英美诗歌产生了浓厚的兴趣。

### 早期职业生涯
1955年，布罗茨基开始自己创作诗歌，并进行文学翻译。他秘密传播了它们，有些由地下杂志《辛塔克西》出版。他的作品是非政治性的。
到1958年，他已经因诗歌《列宁格勒附近的犹太墓地》和《朝圣者》在文坛上广为人知。他回忆道：“1959年，在雅库茨克，我走在那个可怕的城市，走进一家书店。我抄了巴拉廷斯基的一首诗。我没什么可读的。所以我读了那本书，终于明白了我在生活中必须做什么。或者至少非常兴奋。从某种意义上说，叶夫根尼·阿布拉莫维奇·巴拉廷斯基对此负有某种责任。”布罗茨基的朋友卢德米拉·什滕曾与他在“地质时期”（作为地质学家的助手）一起从事灌溉项目，后来回忆说：“我们在列宁格勒州四处奔波，检查数公里的运河，检查它们的堤坝，这看起来很糟糕。它们倒塌了，四分五裂，出了各种各样的奇怪的事情... 然而，正是在这些旅行中，我有幸听到诗《山》和《你会在黑暗中疾驰》。布罗茨基在两辆火车车厢之间大声朗读它们，当时我们正驶向季赫溫。”
1960年，年轻的布罗茨基遇见了白银时代的著名诗人安娜·阿赫玛托娃。她鼓励他的创作，并成为他的导师。1962年，在列宁格勒，安娜·阿赫马托娃把他介绍给艺术家玛丽娜·巴斯马诺娃，她是一位来自一个艺术家族的年轻画家，正在画阿赫马托娃的肖像。两人开始交往。然而，布罗茨基当时的密友兼诗人德米特里·博比舍夫爱上了巴斯马诺娃。博比舍夫开始追求女孩，而布罗茨基很快又开始被当局追捕，普遍认为博比舍夫要为此负责。布罗茨基写了许多爱情诗献给玛丽娜·巴斯马诺娃：

### 批判
1963年，布罗茨基的诗歌被列宁格勒的一家报纸批判为"色情和反苏"。他的证件被没收，接受拘讯，两次被关进精神病院，然后被逮捕。1964年，苏联当局指控他“社会寄生虫”的罪名，发现他只是打了一系列零工，做个诗人，对社会的贡献不多。他们称他为“穿天鹅绒长裤的伪诗人”，未能履行“为祖国的利益诚实工作的宪法义务”。审判法官问：“谁承认你是诗人？谁招收你进入诗人的行列？”布罗茨基回答，“没有。谁招收我进入人类的行列？”当时布罗茨基还不到24岁。

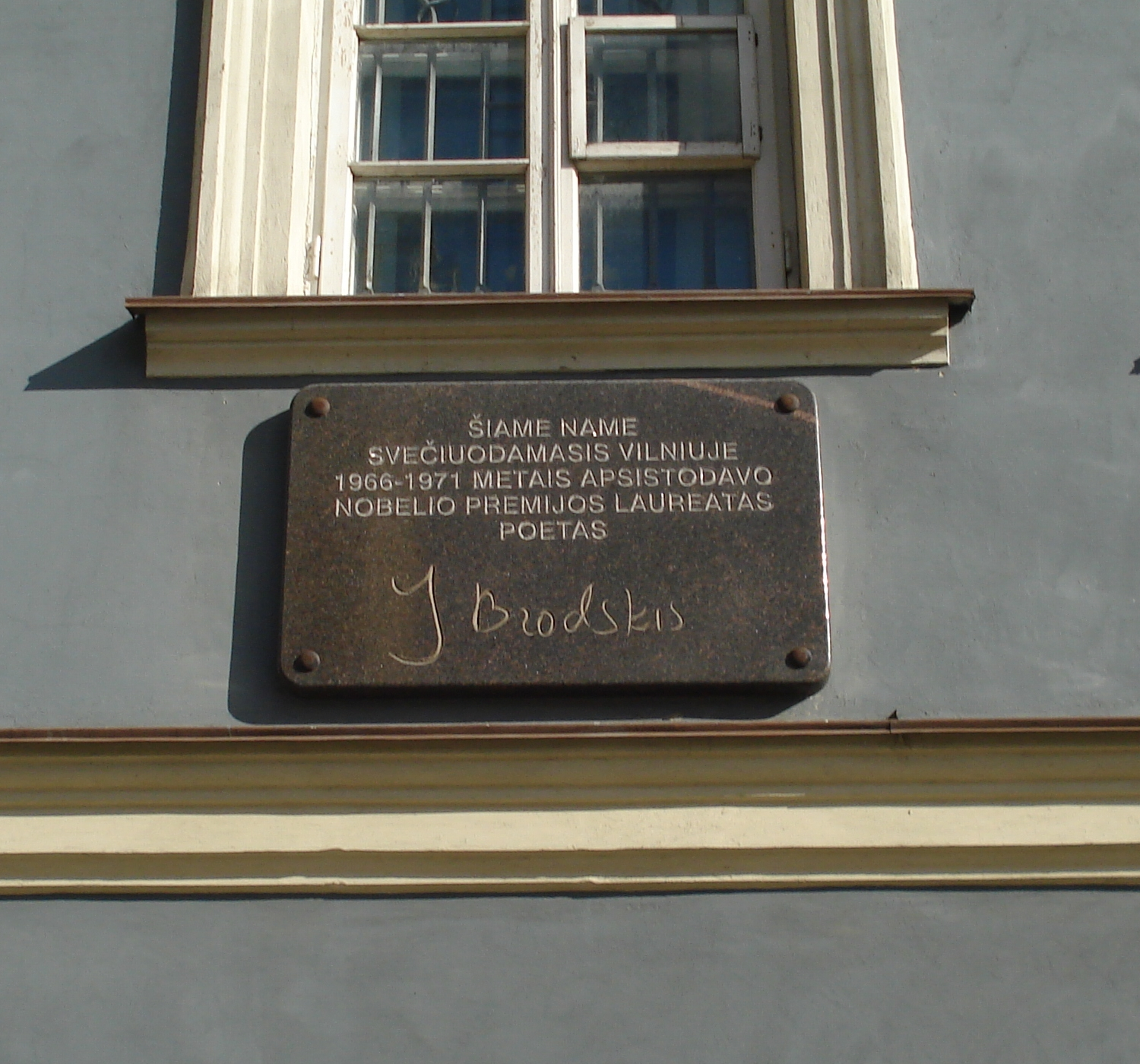
布罗德斯基在维尔纽斯住所的纪念牌

布罗茨基因“寄生虫”罪名，被判处5年苦役，在距列宁格勒350英里的阿尔汉格尔斯克州诺伦斯卡亚村的农场服刑18个月。他租了自己的小屋，虽然没有管道或中央供暖，但有自己的私人空间，在当时是一个伟大的奢侈品。巴斯马诺娃、博比舍夫和布罗茨基的母亲等人来此探视。他用打字机写字，砍木头，拖粪，晚上读英美诗集，包括很多威斯坦·休·奥登和羅伯特·佛洛斯特的作品。布罗茨基的密友兼传记作家列夫·洛塞夫写道，虽然被关在精神病院和审判是悲惨的经历，但在北极的18个月是布罗茨基一生中最美好的时光之一。布罗茨基的导师安娜·阿赫玛托娃嘲笑克格勃的短视。她说：“他们为我们的红头发朋友正在塑造一本怎样的传记啊！就好像他雇他们故意这样做一样。”
1965年，由于叶夫根尼·叶夫图申科、德米特里·德米特里耶维奇·肖斯塔科维奇、让-保罗·萨特以及阿赫玛托娃等苏联和外国著名文化人物的抗议，布罗茨基的刑期被缩减。布罗茨基的审判记录被偷运出这个国家，到了西方，使他成为极权主义社会艺术抵抗的象征，就像他的导师阿赫玛托娃一样。

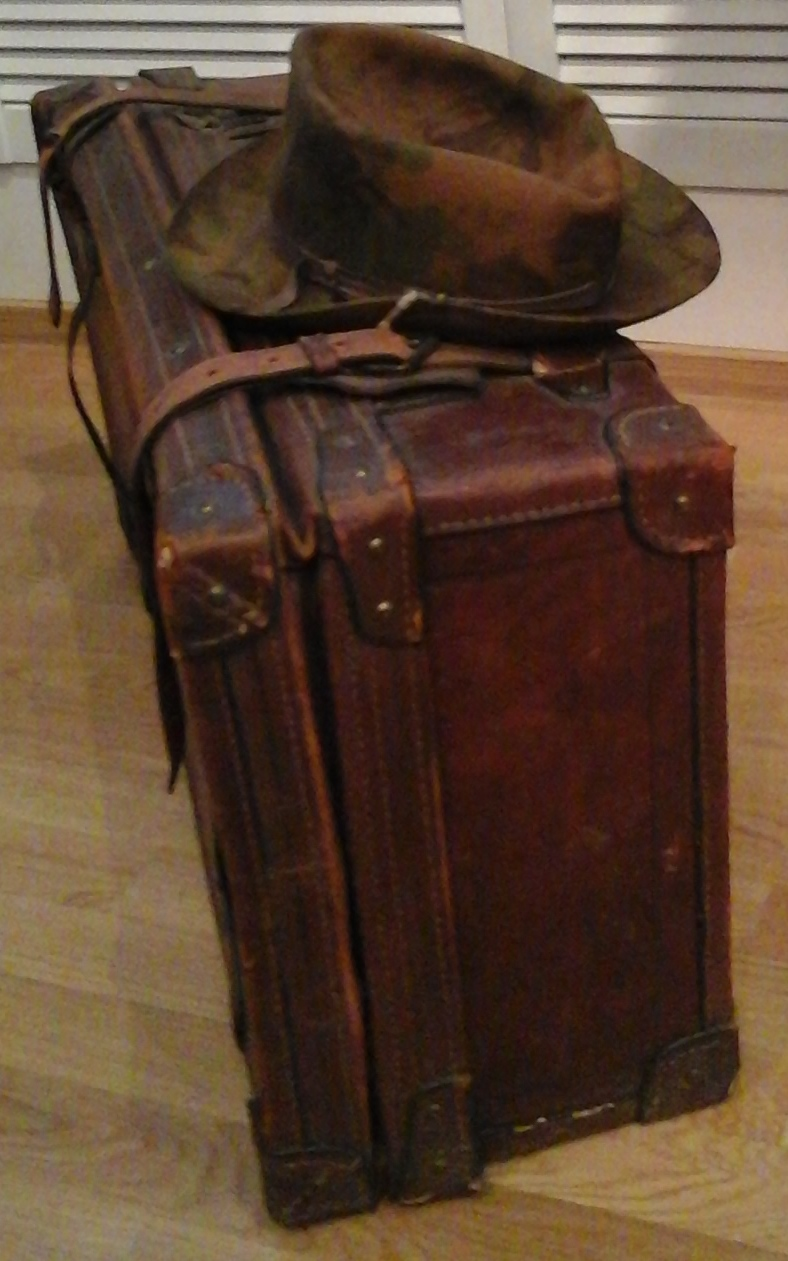
1972年6月4日，布罗茨基提着一台打字机、两瓶伏特加和约翰·多恩的诗集离开祖国，当时的手提箱今天在圣彼得堡的安娜·阿赫玛托娃文学纪念博物馆展出。

他的儿子安德烈出生于1967年10月8日，巴斯马诺娃已与他离婚。安德烈用的是巴马诺娃的姓氏，因为布罗茨基不想让他的儿子遭受他所受的政治批判。玛丽娜·巴斯马诺娃受到苏联当局的威胁， 阻止她与布罗茨基结婚，或和他一起流亡出国。他们的儿子出生后，布罗茨基继续把爱情诗献给巴斯马诺娃。1989年，写了最后一首诗给 "M.B."，描述自己还记得他们在列宁格勒的生活：
1965年12月，布罗茨基回到列宁格勒，在接下来的七年里继续写作，他的许多作品被翻译成德语、法语和英语，并在国外出版。《短诗和叙事诗》（Verses and Poems）由华盛顿的跨语言文学协会于1965年出版，《约翰·多恩和其他诗集的挽歌》（Elegy to John Donne and Other Poems）于1967年由朗曼斯·格林在伦敦出版，《在旷野扎营》（A Stop in the Desert）于1970年由纽约的切霍夫出版社出版。他的诗歌中只有四首在列宁格勒发表（1966年和1967年），大部分作品出现在苏联境外，或者秘密流传，直到1987年。他因诗歌和犹太血统而受到迫害，因此不被批准旅行。1972年，当局在考虑流亡布罗茨基时，咨询了心理健康专家安德烈·斯涅日涅夫斯基，他是臭名昭著的"偏执改革主义妄想"伪医学诊断的主要支持者。这个政治工具使得国家可以无限期地将持不同政见者关在精神病院里。斯涅日涅夫斯基没有亲自检查，就诊断布罗茨基患有"精神不振"，并得出结论说，他根本不是有价值的人，可以放手。1971年，苏联政府两次要求布罗茨基移民到犹太人祖先居住的地方—以色列。1972年，当内政部问到他为什么不接受时，他说他希望留在这个国家。不到10天，官员们就闯进了他的公寓，拿走了他的证件，1972年6月4日，不由分说，将他塞进一架飞机，这样去了奥地利维也纳，开始流亡国外的生活。此后他从未回到俄罗斯，也再也没见过巴斯马诺娃。布罗茨基后来写道：“最后的判决是最后的判决，但一个在俄罗斯度过一生的人，必须毫不迟疑地安置在天堂。”
在奥地利，他遇到了卡尔·雷·普罗弗和奥登，他们为布罗茨基前往美国提供便利，并证明对布罗茨基的职业生涯有影响。密歇根大学的普罗弗是阿尔迪斯出版社的联合创始人之一，从那时起，他成为布罗茨基的俄语出版商。回忆起他在维也纳的着陆，布罗茨基评论道：
我知道我要永远离开我的国家，但去哪里，我一无所知。有一点是很清楚的，我不想去以色列 ... 我甚至不相信他们会允许我出去。我从来不相信他们会把我送上飞机，当他们这样做时，我不知道飞机是向东去还是向西 ... 我不想被英国的苏联安全局留下。所以我来了美国。
虽然在苏联解体后，邀请这位诗人回来，但布罗茨基从未回到他的祖国。

### 美国

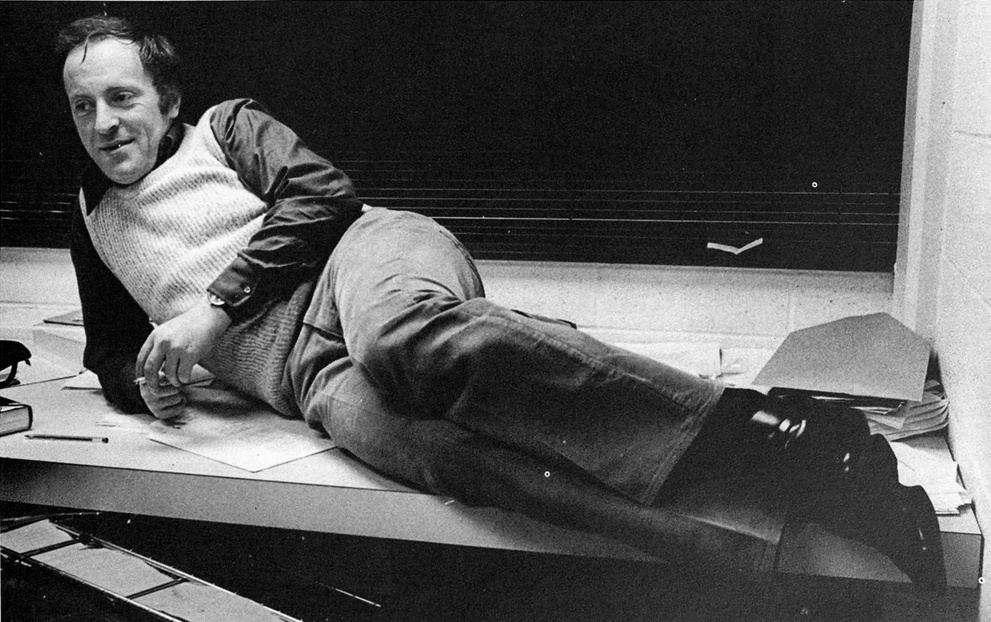
布罗茨基在密歇根大学任教，1972年

在维也纳短暂停留后，布罗茨基在诗人奥登和普罗弗的帮助下，定居安娜堡，任密歇根大学驻校诗人一年。 布罗茨基后来成为皇后學院（1973–74年）、史密斯學院、哥伦比亚大学和剑桥大学的客座教授，,后来回到密歇根大学（1974-80年）。他是安德鲁·梅隆文学教授及曼荷莲学院的五学院文学教授，由诗人和历史学家彼得·维耶雷克引荐。1978年，布罗茨基被授予耶鲁大学荣誉文学博士学位，1979年5月23日，他成为美国艺术暨文学学会的会员。1980年，他移居纽约格林威治村，1981年获得麦克阿瑟基金会的天才奖。 他也是纽约国际中心杰出奖的获得者。1986年，他的散文集《小于一》获得美国国家书评人协会奖的批评奖，并被授予牛津大学荣誉文学博士学位。
1987年，他获得了诺贝尔文学奖，是第五位获奖的生于俄罗斯的作家。在一次采访中，有人问他：“你是一个美国公民，因俄语诗歌获奖。你是谁，美国人还是俄罗斯人？”他回答说，“我是犹太人，俄语诗人，英语散文家—当然还是美国公民。”学院表示，他们授予该奖项，是因为“作者包罗万象，充满清晰的思想和诗意的强度”。还称他的著作“丰富而至关重要”，其特点是“时间和空间的巨大广度”。他开玩笑说，这是 “我的一大步，是人类的一小步”。该奖项恰逢俄罗斯首次合法出版布罗德斯基的诗歌。

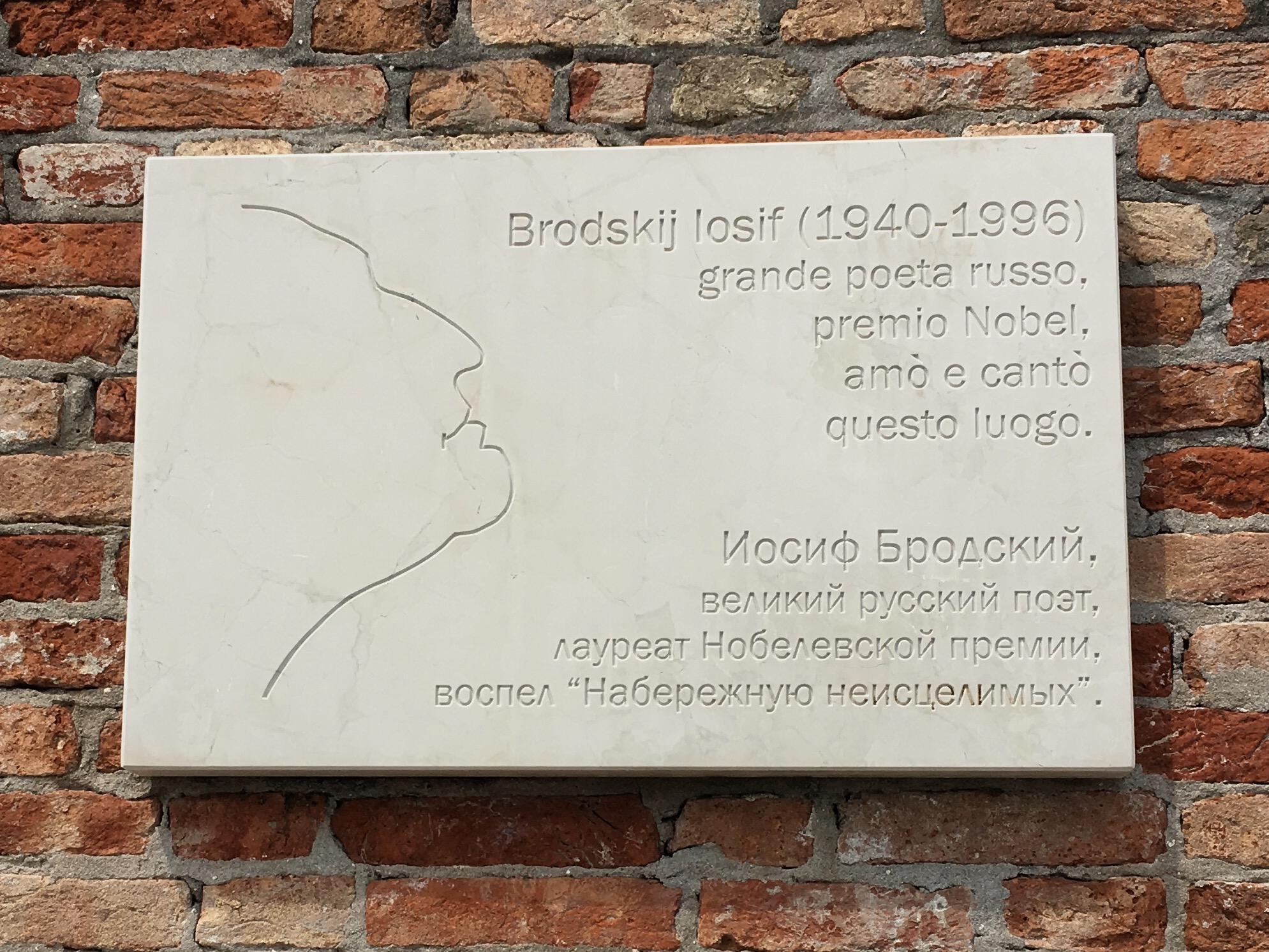
威尼斯布罗茨基的纪念牌

1991年，布罗茨基成为美国桂冠诗人。国会图书馆馆长说，“这提醒我们，美国的创造力大部分来自并非出生在美国的人。”布罗茨基拥有波兰西里西亚大学的荣誉学位，是国际科学院的荣誉成员。1995年，俄罗斯瓦格里斯出版社的高级编辑格列布·乌斯彭斯基请布罗茨基返回俄罗斯进行访问，但他没有同意。在他生命的最后十年里，布罗茨基承受着巨大压力。他是一位非常受尊敬的教授，与许多大型出版社的负责人，以及美国文学界的重要人物都有联系。他的朋友卢德米拉·史特恩写道，俄罗斯和美国的许多俄罗斯知识分子在都以为他的影响力是无限的，他的点头可以确保他们得到出版合同、教学岗位或赠款，帮助他们获得辉煌的职业生涯。帮助或拒绝求助的请求，可能会在俄罗斯文坛引发一场风暴，史特恩写道，这有时变得非常个人化。他作为一位广受赞誉的"移民"和诺贝尔奖获得者的身份，为他招来了敌人，激起了怨恨，这使他对这一切感到"极度疲惫"。

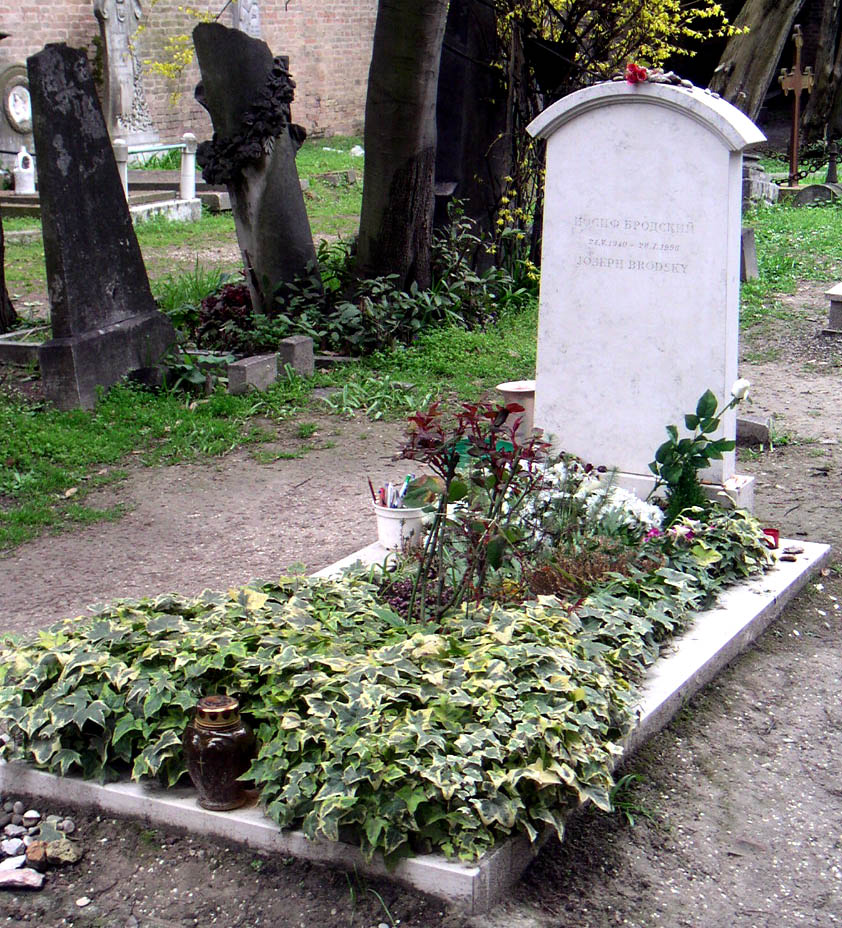
意大利威尼斯聖米凱萊島公墓的布罗茨基墓

1990年，布罗茨基在法国教授文学时，娶了一个年轻的学生玛丽亚·索扎尼，她有着俄罗斯-意大利背景;他们有一个女儿，安娜·布罗茨基，生于1993年。
玛丽娜·巴斯马诺娃生活在对苏联当局的恐惧中，直到1991年苏联解体。在此之后，他们的儿子安德烈·巴斯马诺夫才被允许去纽约和他的父亲团聚。1990年代，布罗茨基邀请安德烈到纽约探望他三个月，他们一直保持着父子关系，直到布罗茨基去世。安德烈在1990年代结婚，有三个孩子，布罗茨基承认并供养这几个孙辈。玛丽娜·巴斯马诺娃、安德烈和布罗茨基的孙辈都住在圣彼得堡，安德烈在一部关于布罗茨基的纪录片中阅读了他父亲的诗歌。这部电影收录了布罗茨基献给玛丽娜·巴斯马诺娃的诗，这些诗创作于1961年至1982年。
1996年1月28日，布罗茨基在纽约市布鲁克林区布鲁克林高地社区的公寓死于心脏病，享年55岁。他在1979年做了心脏手术，后来又做了两次搭桥手术，此后身体一直虚弱。他埋葬在意大利威尼斯聖米凱萊島公墓的非天主教部分。艾兹拉·庞德和伊戈尔·费奥多罗维奇·斯特拉文斯基也都安葬于此。1997年，他在圣彼得堡铸造厂大街24号穆鲁齐大楼的住所安装了一块纪念牌，上面有他的肖像浮雕，并写着“1940年至1972年，伟大的俄罗斯诗人约瑟夫·亚历山德罗维奇·布罗茨基，住在这所房子”。2004年，布罗茨基的密友、诺贝尔奖获得者德里克·沃尔科特写了一本纪念他的文集《揮霍者》（The Prodigal）。

## 作品
布罗茨基最出名的也许是他的诗集《演讲的一部分》（A Part of Speech，1977年）和《致乌喇尼亚》（To Urania，1988年），以及散文集《小于一》（1986年），后者获得美国国家书评人协会奖的批评奖。其他著名的作品包括剧本《大理石像》（Marbles ，1989年）和散文集《水印》（Watermark，1992年）。在他的职业生涯中，他用俄语和英语写作，自己翻译，或与著名的诗歌翻译家合作。

### 主题和形式
「離開蘇聯前後，布羅茨基在異國出版了《長短詩集》、《在旷野扎营》等近十部詩集，多數是用俄文寫就，也有一部英文詩集《廿世紀的歷史》和一部英文散文集《小于一》。」

## 作品的中譯
- . 金重，王伟庆/譯. 世界文学. 1987年.
- . 王希蘇、常暉/譯. 漓江出版社. 1992年.
- . 黃燦然/譯. 天津市: 百花文藝出版社. 1999年.
- . 李魁賢/譯. 台北市: 桂冠. 2002年.
- . 劉文飛、唐烈英/譯. 北京市: 中央編譯. 2007年.
- . 馬海甸等人/編譯. 北京: 東方. 2008年.
- . 金重，譯. 世界文学. 2013年.
- . 黄灿然，譯. 浙江文艺出版社. 2014年.